# Barcita laonome
Barcita laonome là một loài bướm đêm trong họ Noctuidae.